# Pauline Chalamet
Pauline Hope Chalamet (* 25. Januar 1992 in New York City) ist eine US-amerikanisch-französische Schauspielerin und Produzentin.

## Leben
Chalamet wurde als Tochter eines Franzosen und einer Amerikanerin in Manhattan geboren und wuchs in Hell’s Kitchen auf. Ihr jüngerer Bruder ist der Schauspieler Timothée Chalamet. Sie verbrachte ihre Sommer in Le Chambon-sur-Lignon bei ihren Großeltern väterlicherseits. Als Kind begann Chalamet, Klavierunterricht zu nehmen, den sie bis zu ihrem Highschool-Abschluss fortsetzte. 2001 begann sie, Unterricht an der School of American Ballet zu nehmen, und tanzte im Alter von 10 Jahren in einer Broadway-Produktion von A Midsummer Night’s Dream. Sie besuchte auch die Rosella Hightower Tanzschule in Mougins, Südfrankreich. Chalamet besuchte die School of American Ballet bis 2010, nachdem ein Fahrradunfall ihre Tanzkarriere verhindert hatte. Obwohl sie einer Schauspielkarriere skeptisch gegenüberstand, erinnert sie sich, dass der Auftritt von Liev Schreiber in Talk Radio im Jahr 2006 für ihre Entscheidung ausschlaggebend war. Nachdem sie verschiedene Schulen besucht hatte, wurde sie an der Fiorello H. LaGuardia High School angenommen, wo sie Schauspiel studierte und 2010 ihren Abschluss machte.
Zunächst verwarf sie die Idee, aufs College zu gehen, bewarb sich aber schließlich am Bard College, wo sie Theater- und Politikwissenschaften als Hauptfach belegte und 2014 ihren Abschluss machte. Während ihres Studiums arbeitete Chalamet in der Schulbibliothek und half auf einer Farm aus, um ihre Studentenkredite abzubezahlen. Sie absolvierte ein Praktikum bei der International Crisis Group und dachte eine Zeit lang daran, Menschenrechtsanwältin zu werden, verwarf diese Idee aber schnell wieder. Nach dem College arbeitete Chalamet in verschiedenen Gelegenheitsjobs, darunter als Barkeeperin, Lektorin und Babysitterin, während sie in ihrer Freizeit schrieb. Sie beschloss, ohne das Wissen ihrer Familie nach Paris zu ziehen. „Ich habe es meiner Familie gesagt, nachdem ich den Mietvertrag unterschrieben hatte“, sagte sie. 2016 wurde sie für eine Schauspielausbildung am Studio Théâtre d’Asnières angenommen, wo sie ihr Interesse an der Schauspielerei wieder entdeckte. Während ihres Aufenthalts in Paris fand sie einen Agenten in New York City und sprach bei einem Besuch bei ihrer Familie vor.

## Karriere

### 1999–2019
Chalamet begann ihre Karriere mit kleinen Rollen in Fernsehserien wie Liebe, Lüge, Leidenschaft und Royal Pains. Seit 2016 hat sie in Kurzfilmen wie Je Suis Mes Actes und Between Fear and Laughter mitgewirkt, die sie geschrieben und inszeniert hat. 2017 schrieb sie das Drehbuch für Agnes et Milane unter der Regie von Tristan Tilloloy, spielte in Margot mit und war in Gravats von Hong Kai Lai zu sehen. Außerdem spielte sie die Hauptrolle in der kanadischen Fernsehserie La Ville. 2018 schrieb sie den Kurzfilm The Group Chat und spielte in En Ville mit. 2019 schrieb Chalamet einen weiteren Kurzfilm, Entre Deux Mondes, unter der Regie von Myriam Doumenq, und spielte die Hauptrolle der Marion in Comme des Grands, unter der Regie von Ania Gauer und Julien Gauthier, für den sie den Preis für die beste Darstellerin bei der IndieXFilmFest-Sektion des Los Angeles International Film Festival gewann. Im nächsten Jahr spielte sie in drei weiteren Kurzfilmen mit: Je Suis la Nouvelle Adjani von Khady N’Diaye, Seasick von Lindsey Ryan und Canines von Abel Danan, der für das Festival International du film fantastique de Gérardmer ausgewählt wurde.

### Durchbruch ab 2019
2019 spielte Chalamet die Rolle der Joanne in der Judd-Apatow-Komödie The King of Staten Island, die 2020 ihre Premiere hatte. Im selben Jahr gründete sie zusammen mit Rachel Walden und Luca Balser die Produktionsfirma Gummy Films. Im Jahr 2020 trat sie als Sveta in zwei Episoden der französischen Webserie Les Engagés auf. Am 14. Oktober 2020 berichtete Variety, dass Chalamet als Kimberly, die Abschiedsrednerin einer öffentlichen Highschool der Arbeiterklasse in einem bescheidenen Vorort von Arizona, in Mindy Kalings Komödie The Sex Lives of College Girls für HBO Max zu sehen sein wird. Die Serie feierte am 18. November 2021 ihre Premiere und die zweite Staffel wurde am 17. November 2022 veröffentlicht.
Im Jahr 2023 ko-produzierte Chalamet über Gummy Films den Kurzfilm Lemon Tree, bei dem die Mitbegründerin Rachel Walden Regie führte. Der Kurzfilm wurde während der Directors’ Fortnight in Cannes uraufgeführt. Sie spielte die Hauptrolle in dem Film What Doesn’t Float, den sie ebenfalls ko-produzierte. Der Film wurde am 10. Juni 2023 auf dem Lighthouse International Film Festival uraufgeführt. Im September 2023 spielte Chalamet die Hauptrolle in der Meet Cute-Podcast-Serie Kerri und wurde von der Creative Coalition bei den 2023 Television Humanitarian Awards geehrt. Sie spielte die Rolle der Paola in Iris Brey’s Split, einer französischen Fernsehserie, an der Seite von Alma Jodorowsky und Jehnny Beth. Die Serie wurde am 24. November 2023 uraufgeführt.
Im Jahr 2024 spielte sie die Rolle der Leah in der Filmkomödie Between the Temples von Nathan Silver.

## Filmografie (Auswahl)
- 1999: Liebe, Lüge, Leidenschaft (Fernsehserie, Episode: #1.7809)
- 2009: Royal Pains (Fernsehserie, Episode: There Will Be Food)
- 2020: The King of Staten Island (Film)
- 2021: Adulting (Kurzfilm)
- 2021: After Dark (Kurzfilm)
- 2021: Les Engagés (Fernsehserie, 2 Episoden)
- seit 2021: The Sex Lives of College Girls (Fernsehserie)
- 2022: Evil Seaweed (Kurzfilm)
- 2023: The Appraisal (Kurzfilm, als Ko-Produzentin)
- 2023: Lemon Tree (Kurzfilm, als Produzentin)
- 2023: What Doesn’t Float (Film, als Produzentin)
- 2023: Split (Fernsehserie, 5 Episoden)
- 2024: Between the Temples (Film)

## Auszeichnungen und Nominierungen
- Independent Short Awards
  - 2020: Gewonnen in der Kategorie Best Acting Duo (gemeinsam mit Dylan Raffin; Adulting)[32]
- Milan Gold Awards
  - 2021: Gewonnen in der Kategorie Best Actress (Adulting)
- Chicago Indie Film Awards
  - 2021: Gewonnen in der Kategorie Best Actress (Adulting)
- New York Indie Shorts Awards
  - 2021: Gewonnen in der Kategorie Best Actress (Seasick)